# Brian Manning Delaney
Brian Manning Delaney, född 1965 i Kalifornien, USA, filosof, översättare och skribent, huvudsakligen verksam i Stockholm.
Han är bland annat grundare av English Proper, en översättningsbyrå. Han är också ledamot i Svenska Hegelsällskapet och ingår i redaktion för Site Magazine och Baltic Worlds.